# Pogromo de Leópolis (1918)
El pogromo de Leópolis (en polaco: pogrom lwowski, en alemán: Lemberger Pogrom) fue un linchamiento perpetrado por soldados y civiles polacos contra la población judía de la ciudad de Lwów (desde 1945, Lviv, Ucrania), Galitzia, entre el 21 y el 23 de noviembre de 1918, durante la guerra polaco-ucraniana que siguió a la Primera Guerra Mundial.
Durante los tres días de disturbios en la ciudad, se estima que entre 52 – 150 residentes judíos fueron asesinados y otros cientos resultaron heridos. Se informó que el número total de víctimas fue de 340. Se estima que las autoridades polacas arrestaron a más de mil personas, incluidos algunos soldados, durante y después del pogromo.
Los eventos de Leópolis de 1918 fueron ampliamente publicitados en la prensa internacional. El presidente de los Estados Unidos, Woodrow Wilson, nombró una comisión, encabezada por Henry Morgenthau, Sr., para investigar la violencia contra la población judía de Polonia, El Informe Morgenthau se publicó en octubre de 1919.

## Contexto
La población judía de Leópolis ya había sido víctima del pogromo militar ruso del 27 de septiembre de 1914, que se cobró entre 30 y 50 vidas judías. Después de la Primera Guerra Mundial, el 1 de noviembre de 1918, el Consejo Nacional de Ucrania proclamó la República Popular de Ucrania Occidental, con Leópolis como capital. Una semana después, el Consejo de Regencia del Reino de Polonia declaró la independencia de Polonia y formando gobierno el 14 de noviembre de 1918. La consiguiente batalla de Leópolis duró hasta el 21 de noviembre de 1918.
Los judíos de Galitzia quedaron atrapados en el conflicto polaco-ucraniano, y fueron víctimas de una creciente ola de pogromos en toda la región, alimentada por la anarquía posterior a la Primera Guerra Mundial. A principios de 1918, una serie de pogromos arrasó las ciudades del oeste de Galitzia habitadas por polacos. Estos linchamientos y masacres estaban compuestos en gran parte por soldados desmovilizados del ejército y desertores. A lo largo del conflicto polaco-ucraniano de 1918-1919, las fuerzas en pugna utilizaron a los judíos como chivo expiatorio de sus frustraciones.
Antes de abandonar Leópolis, las fuerzas austriacas en retirada dejaron salir a los criminales de las prisiones, algunos de los cuales se ofrecieron como voluntarios para unirse a la milicia polaca y luchar contra los ucranianos. La ciudad también estaba llena de desertores del ejército austríaco. Las autoridades polacas también armaron a varios voluntarios (incluyendo también a algunos criminales) que se comprometieron a combatir contra los ucranianos. Un grupo considerable de voluntarios polacos en la ciudad estaba formado por delincuentes de poca monta. Los días 9 y 10 de noviembre, los judíos de Leópolis formaron una milicia de autodefensa y declararon su neutralidad en el conflicto polaco-ucraniano por el control de la ciudad. sin demostrar preferencia por ninguno de los bandos combatientes, encontrándose atrapados en el medio. Por el contrario, ambas partes esperaban que los judíos se unieran a ellos. En el momento en que el conflicto terminó, tanto los ucranianos como los polacos expresaron su insatisfacción con la neutralidad judía, acusándolos de apoyar al bando opuesto, sirviendo esto como justificación para las falsas acusaciones de que muchos judíos adoptaron la postura antipolaca.
Los elementos criminales dentro de las fuerzas polacas cometían hurtos o robos a mano armada mientras vestían insignias polacas. Cuando la milicia de autodefensa judía disparó contra estos criminales, los polacos creyeron que los judíos estaban atacando al ejército polaco. La República Popular de Ucrania Occidental respetó la neutralidad judía y no hubo incidentes de violencia antijudía durante las dos semanas en que la ciudad estuvo controlada por las fuerzas ucranianas. Los polacos estaban resentidos con la proclamada neutralidad judía, y hubo informes que dieron lugar a falsos rumores, de que algunos judíos, incluidos los de la milicia, colaboraron con los ucranianos de varias maneras, incluyendo a los que participaron activamente con las fuerzas polacas. En la mañana del 22 de noviembre, después de tomar la ciudad la noche anterior, en medio de rumores de que los judíos de Leópolis tendrían que pagar por su "neutralidad" en el conflicto polaco-ucraniano, lo que llevó a que las fuerzas polacas encerraran y desarmaran a la milicia judía.
Cuando estallaron disturbios y pogromos en los barrios judíos después de que las fuerzas polacas lograran controlar todas las partes de la ciudad, se encontraron con la resistencia de los simpatizantes judío-ucranianos. Los perpetradores incluyeron soldados polacos y milicianos, civiles de varias nacionalidades, y criminales locales.

## Pogromo
Las tropas polacas —militares, civiles, delincuentes y milicianos voluntarios— comenzaron el pillaje, saqueo y quema del barrio judío de la ciudad tras la retirada de las principales fuerzas ucranianas y el desarme de la milicia judía. A medida que los soldados ucranianos se retiraban, los combatientes polacos tenían un ánimo festivo al prever la recompensa por su lucha, sumado al saqueo de tiendas y hogares judíos.
Además de saquear y asesinar, las turbas polacas violaban a las mujeres. Muchas víctimas dieron testimonio de que los soldados polacos afirmaron que sus oficiales les permitieron 48 horas para saquear los barrios judíos como recompensa por capturar la ciudad de los ucranianos. Un informe preparado para el Ministerio de Relaciones Exteriores de Polonia señaló que el ejército polaco "ardía en deseos de venganza" contra los judíos, y los soldados creyeron erróneamente que se había emitido una orden al mando de una "expedición punitiva" contra los judíos. Este informe no encontró evidencia de que se hubiera emitido tal orden, pero señaló que pasaron dos días completos antes de que se ordenara a las tropas que participaban en el saqueo que desistieran. Una investigación realizada en nombre de la Organización Sionista Británica informó que el Jefe del Estado Mayor del Ejército, Antoni Jakubski, les dijo a los líderes judíos en Leópolis que protestaban por el pogromo, que la violencia era una "expedición punitiva al barrio judío, y que no podía ser detenido."
El comandante polaco Mączyński retrasó la implementación de una orden de ley marcial del 22 de noviembre del general de brigada Bolesław Roja durante un día y medio. Mientras tanto, Mączyński emitió proclamaciones incendiarias de supuestos actos de traición judía contra las tropas polacas utilizando lo que se ha descrito como "terminología medieval". Una cosa que afirmó fue que los judíos habían atacado a los polacos con hachas. Los bomberos acordonaron la judería durante 48 horas. Permitieron que se quemaran muchos edificios, incluidas 3 sinagogas. El asesinato y la quema en el barrio ya se habían llevado a cabo cuando Mączyński permitió que las patrullas ingresaran al área.
Joseph Tenenbaum, líder de la milicia judía y testigo presencial del pogromo, escribió que las tropas aislaron el barrio judío y que patrullas de 10 a 30 hombres, cada uno dirigido por un oficial y armado con granadas y rifles, atravesaron el barrio golpeando puertas. Las puertas que no se abrieron fueron voladas con granadas. Cada casa fue saqueada sistemáticamente, y sus ocupantes fueron golpeados y fusilados. También se saquearon las tiendas y las mercancías robadas se cargaban en los camiones del ejército. Informes indican que un oficial polaco golpeó en la cabeza a un niño judío; un testigo ocular afirmó haber visto a un joven oficial polaco hacer girar a un bebé judío de cuatro semanas por las piernas, amenazando con golpearlo contra el suelo mientras le preguntaba a la madre "¿por qué hay tantos bastardos judíos?". El informe del Ministerio de Relaciones Exteriores de Polonia concluyó que durante los días del pogromo "las autoridades no cumplieron con sus responsabilidades". El informe señaló que las delegaciones de cristianos y judíos polacos que esperaban poner fin a la violencia habían sido rechazadas por los funcionarios, y que los funcionarios polacos y los comandantes militares habían difundido falsas acusaciones incendiarias contra los judíos, incluidas afirmaciones de que los judíos estaban librando una lucha armada contra Polonia. Varios oficiales polacos, según el informe, participaron en los asesinatos y saqueos, que dijeron continuaron durante una semana con el pretexto de buscar armas.
En su informe de 1919, Henry Morgenthau concluye que Lemberg y las ciudades de Lida, Vilna y Minsk fueron capturadas por tropas polacas, y "los excesos fueron cometidos por los soldados que capturaban las ciudades y no por la población civil". Aunque testigos presenciales afirmaron que los civiles polacos cometieron el pogromo, Mączyński, el comandante polaco, que antes del pogromo había publicado panfletos antijudíos, culpó a los criminales ucranianos por iniciarlo,  afirmando que eran el grupo más violento entre los alborotadores. Los medios polacos culparon falsamente a los judíos por organizar el pogromo. En 1971, Adam Ciołkosz, exlíder del Partido Socialista Polaco que llegó a Leópolis el 21 de noviembre como un explorador de 16 años, recordó que circulaban rumores de que los judíos habían disparado contra las tropas polacas y que el ejército polaco intentaba detener los pogromos.
Las fuerzas polacas también humillaron a los judíos. Algunos ejemplos son obligar a un grupo de estudiantes judíos a participar en trabajos forzados y otras "travesuras". Fueron obligados a saltar mesas, obligados a trabajar en los trabajos más degradantes (como limpiar letrinas), les arrancaron la barba y los obligaron a bailar para el deleite de los espectadores polacos. Un soldado borracho trató de cortar los peyet tras las orejas de un anciano judío, pero cuando el hombre se resistió, le disparó y saqueó el cadáver. Los civiles polacos, incluidos miembros de la intelectualidad, participaron en el asesinato y robo de los judíos. En el caos de la guerra, el ejército polaco permitió el reclutamiento de delincuentes comunes liberados de las prisiones locales junto con desertores de los ejércitos de los Habsburgo, Alemania y Rusia. Esto eventualmente causó múltiples problemas.
Las fuerzas polacas solo pusieron orden en la ciudad después de uno o dos días (los informes varían), el 23 o el 24 de noviembre. Los tribunales ad hoc dictaron veredictos durante los disturbios. Unas mil personas fueron encarceladas por participar en los disturbios. Durante el pogromo, según un informe del Ministerio de Relaciones Exteriores de Polonia, más de 50 edificios de apartamentos de dos y tres pisos fueron destruidos, al igual que 500 negocios judíos. Dos mil judíos quedaron sin hogar y las pérdidas materiales ascendieron a 20 millones de dólares contemporáneos.

## Secuelas
Más de mil personas fueron detenidas. Cientos de personas acusadas de participar en el pogromo fueron castigadas por las autoridades polacas después de establecerse en la ciudad. También se hicieron promesas de compensación material.
Durante varios meses después del pogromo, los judíos de Leópolis fueron objeto de continuos robos, registros y arrestos a manos de las fuerzas polacas. Como resultado de las protestas judías en enero de 1919, se disolvieron varias unidades polacas, incluido el servicio de seguridad del comando militar local.
Como resultado del pogromo, se formó una unidad totalmente judía de alrededor de 1000 hombres en el ejército de la República Nacional de Ucrania Occidental. El Consejo de Ministros de la República Popular de Ucrania Occidental también brindó asistencia financiera a las víctimas judías del pogromo.
Los eventos fueron ampliamente difundidos por la prensa europea y estadounidense, incluido The New York Times. Los informes de noticias de la masacre se utilizaron más tarde como un medio para presionar a la delegación polaca durante la conferencia de paz de París para que firmara el Tratado de Protección de las Minorías (el Pequeño Tratado de Versalles). En 1921, los eventos dieron como resultado que el gobierno polaco otorgara derechos de minoría liberal a la población judía polaca en la Constitución de marzo.
La indignación internacional por una serie de actos de violencia similares cometidos por el ejército polaco (masacre de Pinsk) y la población civil contra los judíos (pogromo de Kielce) llevó al nombramiento de una comisión de investigación por parte del presidente de los Estados Unidos, Woodrow Wilson, en junio de 1919. El 3 de octubre de 1919, la comisión, dirigida por Henry Morgenthau, Sr., publicó sus hallazgos. Según el Informe Morgenthau, los excesos en Leópolis fueron "de carácter tanto político como antisemita". Al mismo tiempo, el Informe Morgenthau absolvió al gobierno polaco de la responsabilidad por los hechos y atribuyó las bajas al "caótico y antinatural estado de cosas".
El gobierno polaco también investigó los hechos de Leópolis. Un informe elaborado el 17 de diciembre de 1918 para el Ministerio de Asuntos Exteriores de Polonia destacaba el papel desempeñado por los criminales liberados durante la lucha por la ciudad y reclutados por las Fuerzas Armadas polacas. Según el informe, esto resultó en un "círculo trágico y vicioso" cuando un soldado que luchaba por la causa polaca "robó en cada oportunidad y donde pudo". El informe señaló que hasta diciembre no se habían dictado sentencias para 40 militares, junto con mil civiles identificados como delincuentes que habían sido encarcelados por robo y asesinato. No había evidencia de que hubiera habido algún deseo de detener inmediatamente el pogromo. El punto de vista polaco era que los hechos fueron "tergiversados voluntariamente por los judíos" y que la respuesta internacional al pogromo fue vista en Polonia como prueba de una "conspiración judía internacional", y los medios polacos intentaron disipar las "calumnias judías". Sin embargo, la versión polaca de los hechos estaba "mucho más lejos de la verdad que la judía".

## Damnificados
Las cifras del número de muertos varían. Un informe preparado para el Ministerio de Relaciones Exteriores de Polonia, aproximadamente 150 judíos fueron asesinados y 500 tiendas judías y sus negocios fueron saqueados. Según un informe oficial de la policía basado en registros hospitalarios, hubo 44 muertes. El informe Morgenthau de 1919 contó 64 muertes de judíos. Una investigación simultánea del gobierno británico dirigida por Sir Stuart Samuel informó que 52 judíos fueron asesinados, 463 heridos y una gran cantidad de propiedad judía fue saqueada. Fuentes contemporáneas informaron de 73 muertes.
Inmediatamente después, se lo consideró un pogromo, incluidos los de The Nation y el autor Franciszek Salezy Krysiak, quien publicó su libro en 1919. Aunque el Informe Morgenthau planteó la cuestión de si la etiqueta pogromo es técnicamente aplicable a tales disturbios en tiempos de guerra,  el informe presentado al Ministerio de Relaciones Exteriores de Polonia citado por Hagen caracterizó el incidente como un pogromo y criticó la inacción. de los funcionarios polacos por no detener la violencia, mientras acusaba a los funcionarios de publicar cargos incendiarios contra los judíos de Leópolis. El Ministerio de Relaciones Exteriores de Polonia llevó a cabo una campaña para desalentar el uso del término "pogromo" por parte de los investigadores extranjeros, aunque usó el término libremente en su propia investigación.

## Galería

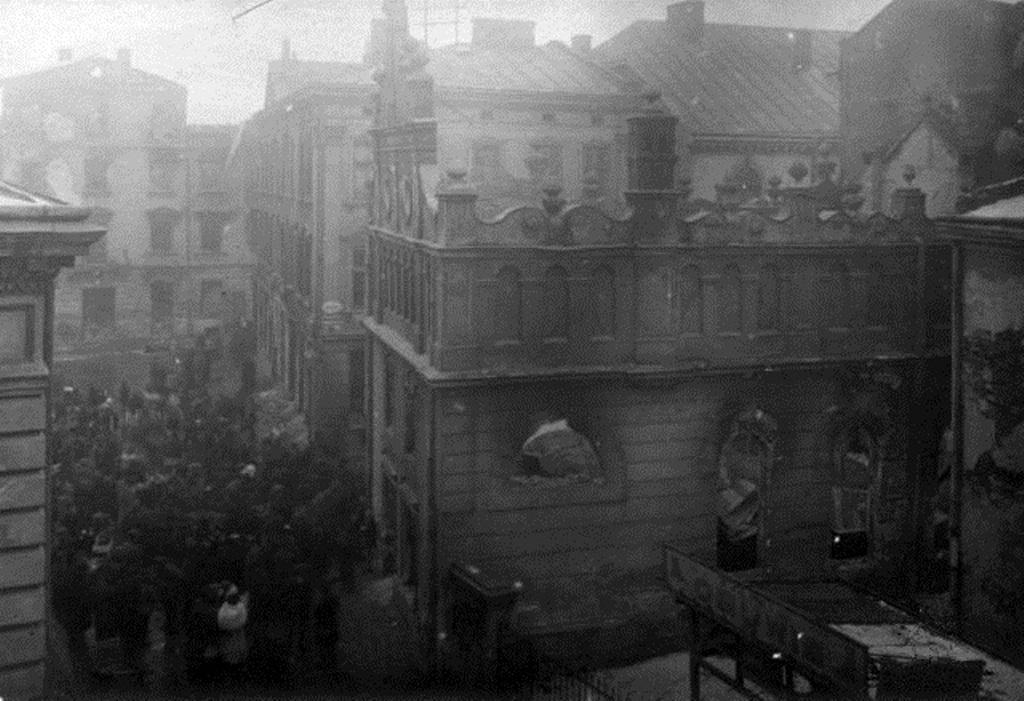
Sinagoga Hassidim Shul después del pogromo en noviembre de 1918
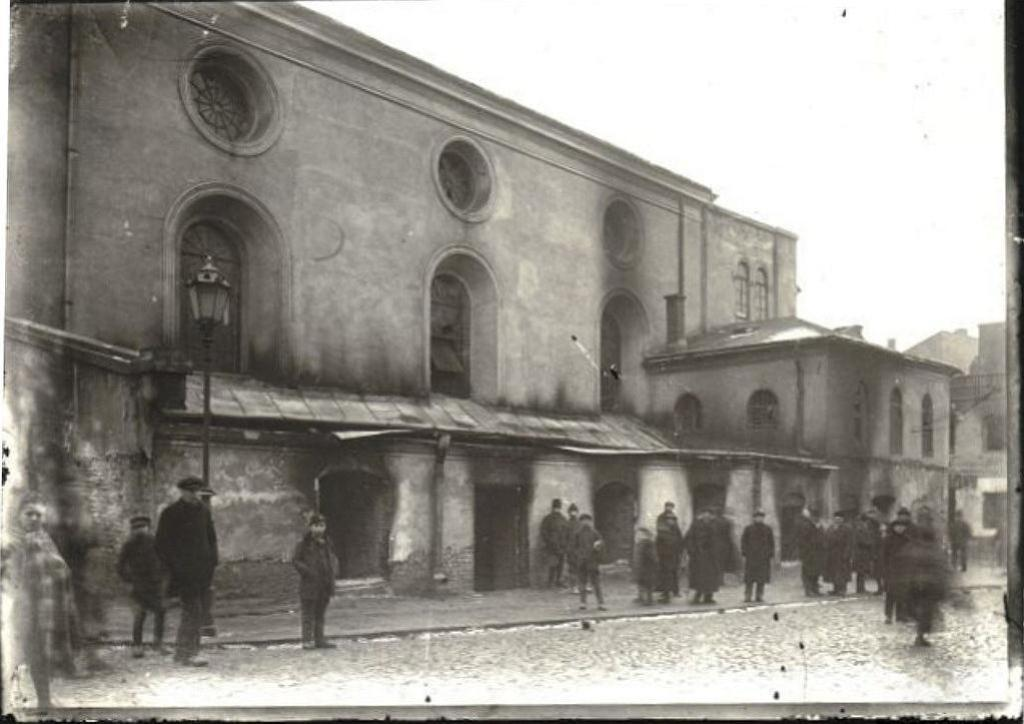
Gran sinagoga en la calle Bozhnichey (Syanskoy) después del pogromo en noviembre de 1918}}
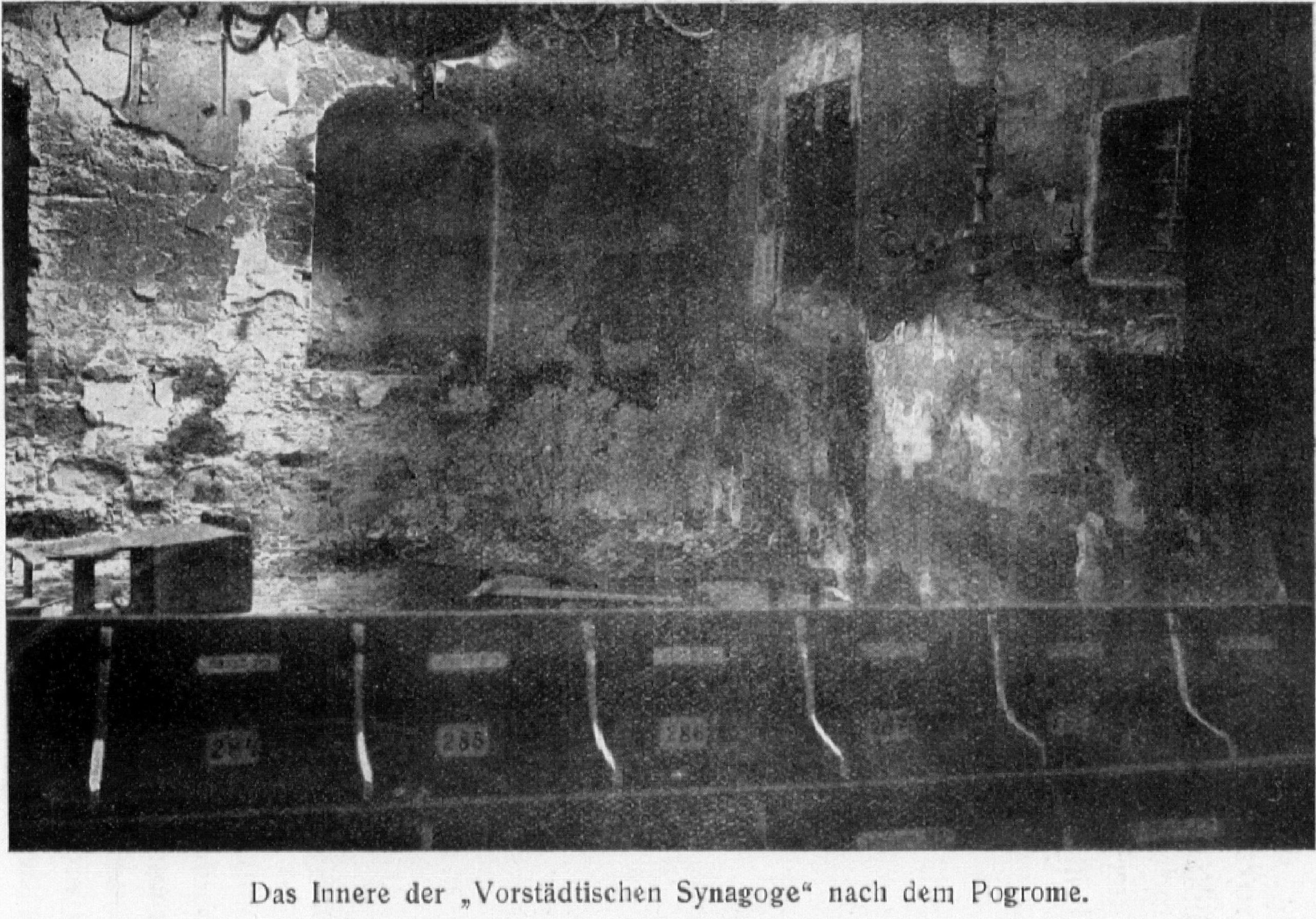
Interior de la Gran Sinagoga después del pogromo
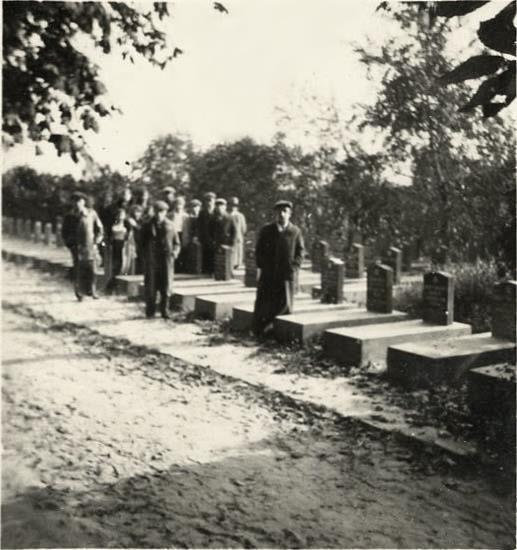
Tumbas de las víctimas del pogromo de 1918